# Lliga ACB 2018-2019
La temporada 2018-19 de la Lliga Endesa és la 36a temporada de la lliga espanyola de bàsquet des que va canviar el format a Lliga ACB.

## Equips participants
| Equip                   | Pavelló (Capacitat)                                  | Fundació |
| ----------------------- | ---------------------------------------------------- | -------- |
| Kirolbet Baskonia       | Fernando Buesa Arena (15.504 espectadors)            | 1959     |
| Divina Seguros Joventut | Pavelló Olímpic de Badalona (12.500 espectadors)     | 1930     |
| Barça Lassa             | Palau Blaugrana (7.585 espectadors)                  | 1926     |
| Delteco GBC             | Donostia Arena 2016 (11.000 espectadors)             | 2001     |
| Herbalife Gran Canaria  | Gran Canaria Arena (11.500 espectadors)              | 1963     |
| Iberostar Tenerife      | Pabellón Insular Santiago Martín (5.500 espectadors) | 1939     |
| MoraBanc Andorra        | Pavelló Joan Alay (5.000 espectadors)                | 1970     |
| Monbus Obradoiro        | Multiusos Fontes do Sar (6.050 espectadors)          | 1970     |
| Montakit Fuenlabrada    | Pabellón Fernando Martín (5.700 espectadors)         | 1983     |
| Movistar Estudiantes    | Palacio de los Deportes (13.673 espectadors)         | 1948     |
| Cafés Candelas Breogán  | Pazo dos Deportes (6.500 espectadors)                | 1966     |
| Real Madrid             | Palacio de los Deportes (13.673 espectadors)         | 1932     |
| BAXI Manresa            | Pavelló Nou Congost (5.000 espectadors)              | 1931     |
| Tecnyconta Zaragoza     | Pabellón Príncipe Felipe (10.744 espectadors)        | 2002     |
| San Pablo Burgos        | Coliseum Burgos (9.454 espectadors)                  | 1994     |
| UCAM Murcia             | Palacio de Deportes (7.454 espectadors)              | 1985     |
| Unicaja                 | José María Martín Carpena (11.300 espectadors)       | 1992     |
| València Basket         | Pavelló Font de Sant Lluís (9.000 espectadors)       | 1986     |

### Equips per territoris
| CCAA                | Nº | Equips                                                   |
| ------------------- | -- | -------------------------------------------------------- |
| Comunitat de Madrid | 3  | Montakit Fuenlabrada, Movistar Estudiantes i Real Madrid |
| Catalunya           | 3  | Divina Seguros Joventut, Barça Lassa i BAXI Manresa      |
| Euskadi             | 2  | Kirolbet Baskonia i Delteco GBC                          |
| Illes Canàries      | 2  | Herbalife Gran Canaria i Iberostar Tenerife              |
| Galícia             | 2  | Monbus Obradoiro i Cafés Candelas Breogán                |
| Aragó               | 1  | Tecnyconta Zaragoza                                      |
| Castella i Lleó     | 1  | San Pablo Burgos                                         |
| País Valencià       | 1  | València Basket                                          |
| Andalucia           | 1  | Unicaja                                                  |
| Regió de Múrcia     | 1  | UCAM Murcia                                              |
| Andorra             | 1  | MoraBanc Andorra                                         |

### Àrbitres
Els àrbitres de cada partit són designats per una comissió creada per a tal objectiu i integrada per representants de l'ACB i de la FEB. En aquesta temporada els col·legiats de la categoria són els següents:
- 5 - Daniel Hierrezuelo Navas
- 15 - Juan Carlos García González
- 20 - Òscar Perea Lorente
- 21 - Vicente Bultó Estébanez
- 22 - Francisco Araña Santana
- 23 - José Antonio Martín Bertrán
- 27 - Antonio Conde Ruiz
- 31 - Carlos Peruga Embid
- 33 - Miguel Ángel Pérez Pérez
- 35 - Emilio Pérez Pizarro
- 36 - José Ramón García Ortiz
- 43 - Benjamín Jiménez Trujillo
- 44 - Carlos Cortés Rey
- 50 - Luis Miguel Castillo Larroca
- 52 - Jacobo Rial Barreiro
- 53 - Rubén Sánchez Mohedas
- 54 - Fernando Calatrava Cuevas
- 55 - Jorge Martínez Fernández
- 57 - Sergio Manuel Rodríguez
- 59 - Juan de Dios Oyón Cauqui
- 60 - Rafael Serrano Velázquez
- 61 - Jordi Aliaga Solé
- 63 - Martín Caballero Madrid
- 64 - Raúl Zamorano Sánchez
- 65 - Esperanza Mendoza Holgado
- 66 - Alfonso Olivares Iglesias
- 67 - Arnau Padrós Feliu
- 68 - Alberto Sánchez Sixto
- 69 - Javier Torres Sánchez
- 70 - Albert Baena Arroyo
- 71 - Iyán González Gálvez
- 72 - Carlos Merino Campos

## Temporada Regular
| Pos | Equip                   | PJ | G  | P  | PF   | PC   | DP   | Classificació o descens    |
| --- | ----------------------- | -- | -- | -- | ---- | ---- | ---- | -------------------------- |
| 1   | Reial Madrid (Q)        | 30 | 24 | 6  | 2654 | 2364 | +290 | Qualificació als play-offs |
| 2   | Barça Lassa (Q)         | 29 | 23 | 6  | 2526 | 2222 | +304 | Qualificació als play-offs |
| 3   | Kirolbet Baskonia (Q)   | 29 | 22 | 7  | 2503 | 2149 | +354 | Qualificació als play-offs |
| 4   | Valencia Basket (Q)     | 30 | 20 | 10 | 2456 | 2355 | +101 | Qualificació als play-offs |
| 5   | Unicaja                 | 30 | 18 | 12 | 2514 | 2460 | +54  | Qualificació als play-offs |
| 6   | Baxi Manresa            | 29 | 16 | 13 | 2367 | 2389 | −22  | Qualificació als play-offs |
| 7   | Tecnyconta Zaragoza     | 30 | 16 | 14 | 2501 | 2573 | −72  | Qualificació als play-offs |
| 8   | Divina Seguros Joventut | 30 | 16 | 14 | 2415 | 2404 | +11  | Qualificació als play-offs |
| 9   | Iberostar Tenerife      | 30 | 15 | 15 | 2428 | 2367 | +61  |                            |
| 10  | MoraBanc Andorra        | 30 | 14 | 16 | 2502 | 2483 | +19  |                            |
| 11  | San Pablo Burgos        | 30 | 13 | 17 | 2477 | 2514 | −37  |                            |
| 12  | Herbalife Gran Canaria  | 29 | 11 | 18 | 2402 | 2456 | −54  |                            |
| 13  | Montakit Fuenlabrada    | 30 | 11 | 19 | 2469 | 2693 | −224 |                            |
| 14  | Monbus Obradoiro        | 30 | 11 | 19 | 2341 | 2471 | −130 |                            |
| 15  | Movistar Estudiantes    | 30 | 10 | 20 | 2478 | 2616 | −138 |                            |
| 16  | Delteco GBC             | 30 | 10 | 20 | 2265 | 2451 | −186 |                            |
| 17  | Cafés Candelas Breogán  | 30 | 9  | 21 | 2334 | 2462 | −128 | Descens a Lliga LEB        |
| 18  | UCAM Murcia             | 30 | 9  | 21 | 2302 | 2505 | −203 | Descens a Lliga LEB        |

## Guardons

### Jugador de la jornada
| Jornada | Jugador              | Equip                   | Val. | Ref.   |
| ------- | -------------------- | ----------------------- | ---- | ------ |
| 1       | Tornike Shengelia    | Kirolbet Baskonia       | 31   | [ 2 ]  |
| 2       | Thaddus McFadden     | Iberostar Tenerife      | 33   | [ 3 ]  |
| 3       | Will Thomas          | València Basket         | 36   | [ 4 ]  |
| 4       | Darrun Hilliard      | Kirolbet Baskonia       | 28   | [ 5 ]  |
| 5       | Vincent Poirier      | Kirolbet Baskonia       | 26   | [ 6 ]  |
| 6       | Bojan Dubljević      | València Basket         | 34   | [ 7 ]  |
| 7       | Nicolás Laprovittola | Divina Seguros Joventut | 28   | [ 8 ]  |
| 8       | Jaime Fernández      | Unicaja Málaga          | 35   | [ 9 ]  |
| 9       | Javier Beirán        | Iberostar Tenerife      | 32   | [ 10 ] |
| 10      | Bo McCalebb          | Tecnyconta Zaragoza     | 28   | [ 11 ] |
| 11      | Kostas Vasileiadis   | Monbus Obradoiro        | 31   | [ 12 ] |
| 12      | Vladimir Brodziansky | Monbus Obradoiro        | 37   | [ 13 ] |
| 13      | Ryan Toolson         | BAXI Manresa            | 27   | [ 14 ] |
| 13      | Stan Okoye           | Tecnyconta Zaragoza     | 27   | [ 14 ] |
| 14      | Kevin Seraphin       | Barça Lassa             | 30   | [ 15 ] |
| 14      | Colton Iverson       | Iberostar Tenerife      | 30   | [ 15 ] |
| 15      | Ante Tomic           | Barça Lassa             | 37   | [ 16 ] |
| 16      | Colton Iverson       | Iberostar Tenerife      | 33   | [ 17 ] |
| 17      | Javier Beirán        | Iberostar Tenerife      | 25   | [ 18 ] |
| 17      | Vladimir Brodziansky | Monbus Obradoiro        | 25   | [ 18 ] |
| 17      | Kostas Vasileiadis   | Monbus Obradoiro        | 25   | [ 18 ] |

| Jornada | Jugador              | Equip                   | Val. | Ref.   |
| ------- | -------------------- | ----------------------- | ---- | ------ |
| 18      | Nicolás Laprovittola | Divina Seguros Joventut | 34   | [ 19 ] |
| 19      | Jaime Fernández      | Unicaja Málaga          | 34   | [ 20 ] |
| 20      | Volodymyr Gerun      | Cafés Candelas Breogán  | 37   | [ 21 ] |
| 21      | Vincent Poirier      | Kirolbet Baskonia       | 34   | [ 22 ] |
| 22      | Brian Roberts        | Unicaja Málaga          | 28   | [ 23 ] |
| 23      | Askia Booker         | UCAM Murcia             | 48   | [ 24 ] |
| 24      | Matt Thomas          | Valencia Basket         | 28   | [ 25 ] |
| 24      | Dylan Ennis          | MoraBanc Andorra        | 28   | [ 25 ] |
| 24      | EJ Rowland           | Montakit Fuenlabrada    | 28   | [ 25 ] |
| 25      | Stan Okoye           | Tecnyconta Zaragoza     | 32   | [ 26 ] |
| 26      | Nacho Martín         | Tecnyconta Zaragoza     | 34   | [ 27 ] |
| 27      | Nik Caner-Medley     | Mostivar Estudiantes    | 35   | [ 28 ] |
| 28      | Daniel Pérez         | Delteco GBC             | 36   | [ 29 ] |
| 29      | Askia Booker         | UCAM Murcia             | 40   | [ 30 ] |
| 30      | Thomas Heurtel       | Barça Lassa             | 28   | [ 31 ] |
| 31      | Askia Booker         | UCAM Murcia             | 35   | [ 32 ] |
| 32      | Walter Tavares       | Reial Madrid            | 27   | [ 33 ] |
| 32      | Mike Tobey           | València Basket         | 27   | [ 33 ] |
| 33      | Jacob Wiley          | Herbalife Gran Canaria  | 33   | [ 34 ] |
| 34      | Louis Labeyrie       | València Basket         | 34   | [ 35 ] |

### Jugador del mes
Aquest guardó l'obté el jugador amb més valoració mitjana d'entre aquells que hagin disputat almenys el 75% dels partits del seu equip en el mes en curs, i guanyat, almenys, la meitat d'ells.
| Mes      | Jugador            | Equip                   | Val.  | Ref.   |
| -------- | ------------------ | ----------------------- | ----- | ------ |
| Octubre  | Tornike Shengelia  | Kirolbet Baskonia       | 19,8  | [ 36 ] |
| Novembre | Javier Beirán      | Iberostar Tenerife      | 21,25 | [ 37 ] |
| Desembre | Kostas Vasileiadis | Monbus Obradoiro        | 31    | [ 38 ] |
| Gener    | Colton Iverson     | Iberostar Tenerife      | 23,5  | [ 39 ] |
| Febrer   | Giorgi Shermadini  | Unicaja Málaga          | 27    | [ 40 ] |
| Febrer   | Dominique Sutton   | San Pablo Burgos        | 27    | [ 40 ] |
| Març     | Moussa Diagne      | MoraBanc Andorra        | 20,5  | [ 41 ] |
| Abril    | Facundo Campazzo   | Reial Madrid            | 22,7  | [ 42 ] |
| Maig     | Marko Todorović    | Divina Seguros Joventut | 25    | [ 43 ] |